# Chris Fleming
Christopher Sean Fleming (* 3. März 1970) ist ein ehemaliger US-amerikanischer Basketballspieler und jetziger -trainer.

## Karriere
Fleming spielte in den USA von 1984 bis 1988 für die Lacey Township High School und stellte mit 2235 Punkten eine neue Bestmarke für die Schulmannschaft auf. Seine Stärke als Spieler war sein Wurf. Er wechselte zur Saison 1988/89 an die University of Connecticut, bestritt fünf Spiele für die Mannschaft von Trainer Jim Calhoun und kam auf einen Mittelwert von einem Punkt pro Begegnung. Fleming war in der Hochschulmannschaft Kollege des späteren NBA-Spielers Cliff Robinson und des Deutschen Marc Suhr. 1989 ging Fleming an die University of Richmond, durfte wegen der Wechselbestimmungen ein Jahr nicht am Spielbetrieb teilnehmen. In seinem ersten Jahr an der Hochschule spielte noch Kenny Atkinson dort, beide trainierten oft gemeinsam, standen aber nie in einem Spiel gemeinsam auf dem Feld. Fleming bestritt zwischen 1990 und 1993 76 Spiele für die Mannschaft. In seiner besten Saison im Hochschulbasketball erzielte der 1,96 Meter große Flügelspieler 1992/93 im Schnitt 11,4 Punkte sowie 3,2 Rebounds je Begegnung.
Fleming hatte eigentlich nicht vor, berufsmäßig Basketball zu spielen. Allerdings erzählte ihm die Freundin des beim Bundesligisten TuS Bramsche beschäftigten Jimmy Shields, dessen Mannschaftskollege und Mitbewohner Fleming an der University of Richmond gewesen war, dass sich Shields in Deutschland einsam fühle. Shields Freundin nahm Kontakt zu Vereinen in der Nähe Bramsches auf, um Fleming an eine Mannschaft zu vermitteln. 1994 wechselte Fleming zum damals noch in der Regionalliga spielenden TSV Quakenbrück (später Artland Dragons), für den er sechs Jahre lang aktiv war. Nach dem Ende seiner Spielerkarriere im Jahr 2000 wurde er in Quakenbrück Trainer und hatte mit seinem Landsmann Ritz Ingram einen erfahrenen Assistenztrainer an seiner Seite. Fleming führte die Quakenbrücker in der Saison 2002/03 mit 30 Siegen aus 30 Saisonspielen in die Basketball-Bundesliga. 2008 gewann der Verein unter seiner Leitung den deutschen Pokalwettbewerb. In der Bundesliga verpasste er mit den Niedersachsen in der Saison 2003/04 als Aufsteiger knapp das Viertelfinale um die deutsche Meisterschaft, als man die Hauptrunde als Tabellenneunter beendete. 2004/05 und 2005/06 erfolgte das Saisonaus jeweils im Viertelfinale, im Spieljahr 2006/07 schaltete Fleming mit seiner Mannschaft im Halbfinale den amtierenden deutschen Meister Köln aus, musste sich in der Endspielserie jedoch Bamberg geschlagen geben. In seinem letzten Amtsjahr in Quakenbrück führte Fleming die Drachen in der Saison 2007/08 wieder ins Viertelfinale, nachdem man die Hauptrunde als zweitbeste Mannschaft abgeschlossen hatte.
Ende Mai 2008 unterschrieb Fleming einen Vertrag beim Bundesliga-Ligakonkurrenten Brose Baskets Bamberg, bei dem er die Nachfolge des damaligen Bundestrainers Dirk Bauermann antrat. Bauermann war mit Bamberg zweimal deutscher Meister geworden, Fleming trat also in große Fußstapfen und hatte zunächst einen schweren Stand, da er mit seiner neuen Mannschaft in der Anfangszeit der Saison 2008/09 drei Heimspiele in Folge verlor. Im weiteren Verlauf des Spieljahres erreichte Fleming mit Bamberg den siebten Tabellenplatz im Endstand der Hauptrunde, erreichte das Halbfinale, welches aber mit 0:3-Siegen gegen den späteren Meister Oldenburg verloren wurde.
Zu Beginn seines zweiten Bamberger Spieljahres (2009/10) hatte Flemings Mannschaft in der Bundesliga erneut Schwierigkeiten, was sich im Saisonverlauf und insbesondere in der Endrunde änderte, als Bamberg unter seiner Leitung im Viertelfinale Bonn und in der Vorschlussrunde Braunschweig klar bezwang. In der Endspielserie führte Fleming die Bamberger zum deutschen Meistertitel gegen Frankfurt. Des Weiteren gewann man in der Saison den Pokalwettbewerb. In den folgenden drei Spielzeiten war Bamberg unter Fleming die deutlich bestimmende Mannschaft in der Bundesliga: Es wurde jeweils die Hauptrunde als Tabellenführer abgeschlossen und anschließend der deutsche Meistertitel errungen. In den Spielzeiten 2010/11 und 2011/12 führte er die Mannschaft zusätzlich zum Gewinn des Pokals.
Unter seiner Führung gewannen die Brose Baskets also insgesamt viermal in Folge die Meisterschaft und dreimal den Pokal. Nach einem frühen Ausscheiden im Viertelfinale 2014 (1:3 gegen seinen ehemaligen Verein Artland Dragons) kam es zur Trennung, am 28. Mai 2014 wurde er als Trainer der Bamberger mit sofortiger Wirkung entlassen. Nach dieser Entscheidung, die der Aufsichtsrat des Bundesligisten durchgedrückt hatte, kam es vereinzelt zu öffentlichen Unmutsbekundungen Bamberger Anhänger, die Fleming behalten wollten. Fleming arbeitete in Bamberg mit den Co-Trainern Arne Woltmann und Stefan Weissenböck zusammen. Weissenböck beschrieb den US-Amerikaner als einen Trainer, den Fleiß und das Mannschaftsdenken auszeichne. Im Buch 50 Jahre Basketball-Bundesliga wurde Fleming mit folgender Beschreibung versehen: „Klares Konzept, klare Kante. Kein Mann, der das Rampenlicht sucht, aber es verdient, dort zu stehen.“
Im Sommer 2014 war Fleming als Mitglied des Trainerstabes der San Antonio Spurs in der NBA Summer League tätig. In der Saison 2015/2016 war er Assistenztrainer bei den Denver Nuggets in der NBA, im Juli 2016 wechselte Fleming innerhalb der Liga zu den Brooklyn Nets, wo er dasselbe Amt übernahm und dort unter Cheftrainer Kenny Atkinson arbeitete, einem alten Bekannten aus Hochschultagen.
Ab dem 1. Dezember 2014 war er zudem Cheftrainer der deutschen Basketballnationalmannschaft. Im Jahre 2005 hatte er während seiner Zeit als Quakenbrücker Headcoach bereits die deutsche U20-Nationalmannschaft als Bundestrainer betreut. Während seiner Amtszeit als Bundestrainer gehörte Fleming im Jahr 2015 auch einem Spitzensportausschuss an, der vom Deutschen Basketball-Bund, der Basketball-Bundesliga sowie der 2. Bundesliga und den Landesverbänden ins Leben gerufen worden war, um die Ligen und Verbände zu beraten. Im März 2017 bestätigte er seinen geplanten Rücktritt als deutscher Nationaltrainer nach der EM 2017, da durch die Einführung von Länderspielen während der Saison eine weitere Doppelfunktion als Assistenztrainer beim NBA-Club Brooklyn nicht mehr möglich sei. Sein letztes Spiel als Bundestrainer war die Viertelfinale-Niederlage gegen Spanien am 12. September 2017 bei der Europameisterschaft. Sein Nachfolger wurde Henrik Rödl.
In der Sommerpause 2019 wechselte er nach drei Jahren Brooklyn als Assistenztrainer in den Stab der Chicago Bulls. Als Chicagos Cheftrainer Billy Donovan im Dezember 2021 wegen einer Covid-19-Ansteckung nicht seiner Arbeit nachgehen konnte, übernahm Fleming vorübergehend dessen Aufgaben. Er war bis 2024 in Chicago tätig. Anschließend wechselte er im Sommer 2024 innerhalb der NBA als Assistenztrainer zu den Portland Trail Blazers. Fleming verließ Portland und die NBA nach der Saison 2024/25 und wurde Assistenztrainer an der University of Alabama.

## Privatleben
Fleming ist seit 2007 mit seiner Frau Anne, die aus Quakenbrück stammt, verheiratet, das Paar hat zwei Söhne und eine Tochter.

## Erfolge und Auszeichnungen

### Trainer
- Aufstieg in die Basketball-Bundesliga ohne Niederlage: 2003
- 4 × deutscher Pokalsieger: 2008 (mit den Artland Dragons); 2010, 2011, 2012 (mit den Brose Baskets)
- Pokalfinalist: 2007 (mit den Artland Dragons)
- 4 × Deutscher Meister: 2010, 2011, 2012, 2013 (mit den Brose Baskets)
- Vizemeister: 2007 (mit den Artland Dragons)
- BBL Coach of the Year: Saison 2010/11